# Porsche 64

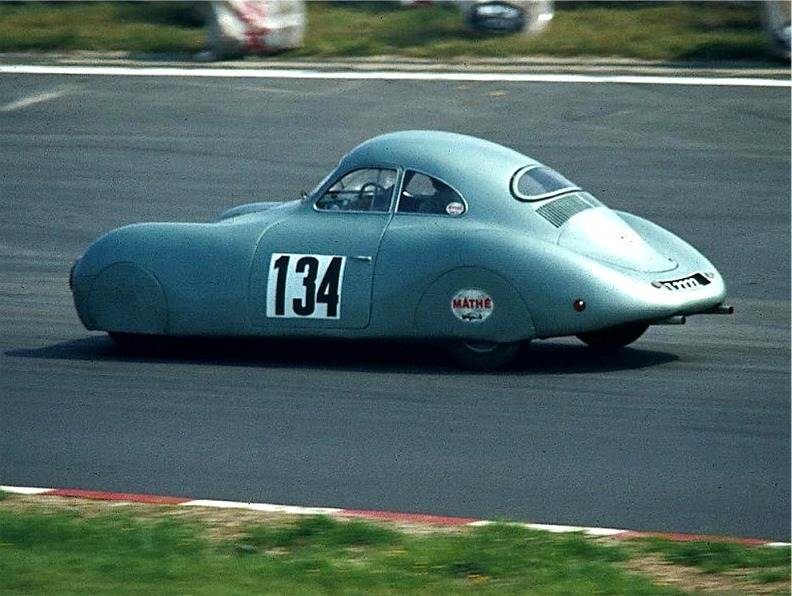
Porsche 64 podczas wyścigu w 1981 r.

Porsche 64 – samochód znany także jako VW Aerocoupe, Sportwagen Type 64 czy Type 60K10, został zaprojektowany z myślą o planowanym na wrzesień 1939 roku wyścigu Berlin – Rzym. Powstał na bazie nigdy nie zrealizowanego projektu samochodu Porsche 114 – dwumiejscowego modelu, który miał posiadać centralnie umieszczony silnik typu V10 chłodzony wodą i miał być pierwszym samochodem produkowanym pod marką Porsche. Ten pomysł przekreśliła jednak wtedy decyzja władz, które stwierdziły, że państwowa firma nie może dostarczać części prywatnemu przedsiębiorstwu. W związku z tym zalecono zbudowanie sportowego VW na bazie 'garbusa”. Tak więc karoserię typu 114 przystosowano do płyty podłogowej „zwykłego” VW, a ponieważ był to już jej 10. rodzaj w całym projekcie VW typ 60, „nowy” projekt otrzymał oznaczenie „Porsche typ 60 K 10" (K = Karosserie) – przemianowany dla zachowania dotychczasowej numeracji projektów na Porsche typ 64. Pierwszy jego egzemplarz ujrzał światło dzienne 6 września 1939 roku, a do 1941 roku powstały 3 egzemplarze z których do dziś przetrwał tylko nr 3.